# Сентървил
Сентървил (на английски: Centerville) е град в окръг Дейвис, щата Юта, САЩ. Сентървил е с население от 14 585 жители (2000) и обща площ от 15,6 km². Намира се на 1334 m надморска височина. ЗИП кодът му е 84014, а телефонният му код е 801.